# Pavol Gabriš
Pavol Gabriš (* 4. září 1968) je slovenský fotbalový trenér a bývalý záložník.

## Hráčská kariéra
V československé lize hrál za FC Vítkovice. Nastoupil ve 39 ligových utkáních a dal 1 gól. Ve druhé nejvyšší soutěži hrál za během vojenské služby za ČH Bratislava. V nižších soutěžích nastupoval za TJ Štítná nad Vláří, FC SYNOT Slovácká Slavia Uherské Hradiště, FC Elseremo Brumov, FC TVD Slavičín, SK Vlachovice, FC Valašské Příkazy a SK Jestřabí.

## Ligová bilance
| Ročník                                      | Zápasy | Góly | Klub          |
| ------------------------------------------- | ------ | ---- | ------------- |
| 1. slovenská národní fotbalová liga 1987/88 | 7      | 0    | ČH Bratislava |
| 1. československá fotbalová liga 1990/91    | 19     | 0    | TJ Vítkovice  |
| 1. československá fotbalová liga 1991/92    | 18     | 1    | TJ Vítkovice  |
| 1. československá fotbalová liga 1992/93    | 2      | 0    | FC Vítkovice  |
| CELKEM 1. liga                              | 39     | 1    |               |

## Trenérská kariéra
Po skončení hráčské kariéry se stal trenérem. V sezoně 2016/17 vedl FC Elseremo Brumov v Divizi D.